# Шосте покоління ігрових систем
Епоха шостого покоління ігрових систем (також її називають епохою 128-розрядних ігрових систем) відноситься до відеоігор та ігрових приставок, а також портативних ігрових пристроїв , які стали з'являтися на межі XX-XXI століть. Список платформ шостого покоління включає Sega Dreamcast, Sony PlayStation 2, Nintendo GameCube і Xbox. Ця епоха почалася 27 листопада 1998, з випуском Dreamcast, після якої, у березні 2000 року була випущена PlayStation 2. У березні 2001 року виробництво Dreamcast було припинено, і в тому ж році почалися продажі Nintendo GameCube - у вересні, і Xbox - в листопаді. Навіть після початку сьомого покоління консолей, шосте покоління не закінчилося, оскільки виробництво PS2 припинилося лише наприкінці грудня 2012 р. і все ж для неї продовжують випускати нові ігри.

## Ігрові консолі
| Назва                    | SEGA Dreamcast | Sony PlayStation 2 | Nintendo GameCube | Microsoft Xbox |
| ------------------------ | --- | --- | --- | --- |
| Логотип                  | | | | |
| Консоль                  | An NTSC Sega Dreamcast Console and PAL Controller with VMU.                                                                                                 | | Purple GameCube and controller | Xbox console with «Controller S» |
| Ціни                     | US$199.99 GB£199.99 | US$299.99 GB£299.99 €214.99 | US$199.99 GB£129.99 €144.99 | US$299.99 GB£299.99 €214.99 |
| Найпопулярніші ігри      | Sonic Adventure, 2.5 мільйона (на червень 2006) | Grand Theft Auto: San Andreas, 19 мільйонів (на 30 квітня, 2008) | Super Smash Bros. Melee, 7.09 мільйонів (на 10 березня, 2008) | Halo 2, 8 мільйонів (на 9 травня, 2006) |
| Дата виходу              | 27 листопада, 1998 9 вересня, 1999 14 жовтня, 1999 | 4 березня, 2000 26 жовтня, 2000 24 листопада, 2000 30 листопада, 2000 | 14 вересня, 2001 18 листопада, 2001 3 травня, 2002 17 травня, 2002 | 15 листопада, 2001 22 лютого, 2002 14 березня, 2002 |
| Дата закінчення продажів | 24 лютого, 2004 | 28 грудня, 2012 | 2007 | 2007 2009 2008 |
| Аксесуари                | - Visual Memory Unit - Dreamcast mouse and keyboard - Fishing Rod - Microphone - Light Gun - Dreameye camera - Samba de Amigo Maracas (контролер) - Більше… | - PlayStation 2 HDD Только Fat-модели - Мережевий адаптер Вбудований в Слім-версію(PSTwo, модель 70000) - EyeToy - PlayStation 2 DVD Пульт ДУ - Контролер для Guitar Hero - Більше… | - WaveBird - GameCube-GBA cable - Nintendo GameCube Broadband Adapter and Modem Adapter - Game Boy Player - DK Bongos - Dance pad - Nintendo GameCube Microphone - Більше… | - Xbox Live Starter Kit - Xbox Media Center Extender - DVD Playback Kit - Xbox Music Mixer - Memory Unit (8 MB) - Logitech Wireless Controller (2.4 GHz) - Більше… |
| ЦП                       | 200 MHz SuperH SH-4 | 294 MHz MIPS «Emotion Engine» | 485 MHz PowerPC «Gekko» | 733 MHz x86 Intel Celeron/PIII Custom Hybrid |
| ГП                       | 100 MHz NEC/VideoLogic PowerVR CLX2 | 147 MHz «Graphics Synthesizer» | 162 MHz ATI «Flipper» | 233 MHz Custom Nvidia NV2A |
| ОП                       | Main RAM 16 MB SDRAM Video RAM 8 MB Sound RAM 2 MB | Main RAM 32 MB RDRAM Video RAM 4 MB | Main RAM 24 MB 1T-SRAM Video RAM 3 MB embedded 1T-SRAM 16 MB DRAM | 64 MB unified DDR SDRAM |
| Носій                    | CD, GD-ROM 1.2 GB | DVD CD, | Nintendo GameCube Game Disk | DVD, CD |
| Відео вихід              | VGA (RGBHV), SCART (RGBS), S-Video, Композит | Компонетне/Д-Термінал (YPbPr), VGA (RGBS;в прогресиві/тільки на PS2 Linux), SCART (RGBS), S-Video, Композит                                                                         | Компонетне/Д-Термінал (YPbPr), SCART (RGBS;тільки на PAL консолях), S-Video (тільки на NTSC консолях), Композит                                                            | VGA (RGBHV), Компонетне (YPbPr), SCART (RGBS), S-Video, Композит                                                                                                   |
| Інтернет-сервіс          | Dreamarena, GameSpy, SegaNet | PlayStation Network Authentication System | Sega, Lan play, Emulation-online adapter required | Xbox Live |
| Зворотна сумісність      | Немає | PlayStation | GB, GBC, and GBA (using Game Boy Player) | Немає |
| Прошивка                 | SegaOS, Microsoft Windows CE, KallistiOS | Власна OS, HD Loader, Linux DVD Playback Kit | Власна OS, завантажувальний диск для Game Boy Player | Xbox Music Mixer DVD Playback Kit, Xbox Linux |
| Кастомна прошивка        | Можлива через KallistiOS, Windows CE, Katana (Останні дві не є офіційними)                                                                                  | Yabasic та обмежено Linux OS | Тільки взлом | Можлива програмна та/або апаратна; Модифікований Windows XP, Windows 9x Windows CE 2.x, Windows XP MCE, Windows Server 2003, Windows Vista, Linux                  |

В цьому поколінні PlayStation 2 досягла домінуючого положення, досягнувши 140 млн продажів у липні 2008 року, що зробило цю консоль найбільш проданою в історії.

### Стан продажів по світу
| Ігрова приставка | Кількість продажів | На дату              |
| ---------------- | ------------------ | -------------------- |
| PlayStation 2    | 160 млн            | 26 листопада 2024 р. |
| Xbox             | 24 млн             | 10 травня 2006 р.    |
| GameCube         | 21,74 млн          | 30 вересня 2010 р.   |
| Dreamcast        | 10,6 млн           | 6 вересня 2006 р.    |

### Рімейк ATARI
Atari Flashback і Atari Flashback 2 - ігрові консолі компанії Atari.
Обидві версії консолі постачаються з блоком живлення і парою джойстиків. Приставка підключається до телевізора по звичайному композитному відеокабелю плюс моно-аудіо.

## Портативні пристрої
- Neo Geo Pocket Color (1998—2003)
- Bandai Swan Crystal (2002—2004)

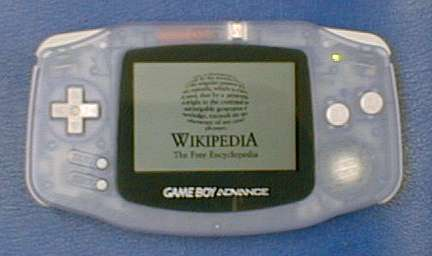
Game Boy Advance (2001—2005)
- GP32 (2001—2005)
- Tapwave Zodiac (2003—2005)
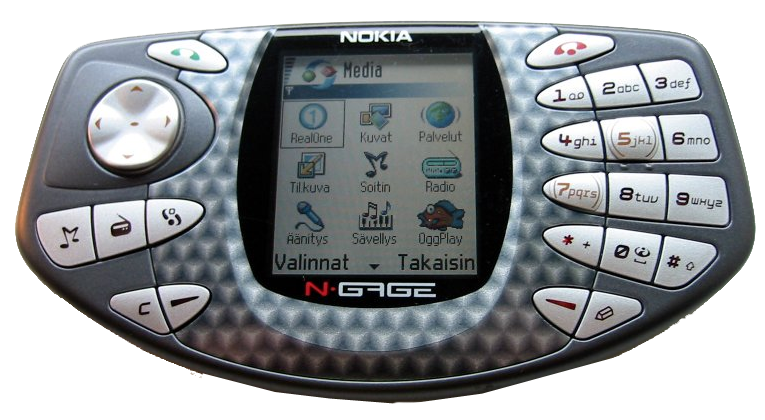
Nokia N-Gage (2003—2005)
- Game Boy Advance SP (2003—2007)
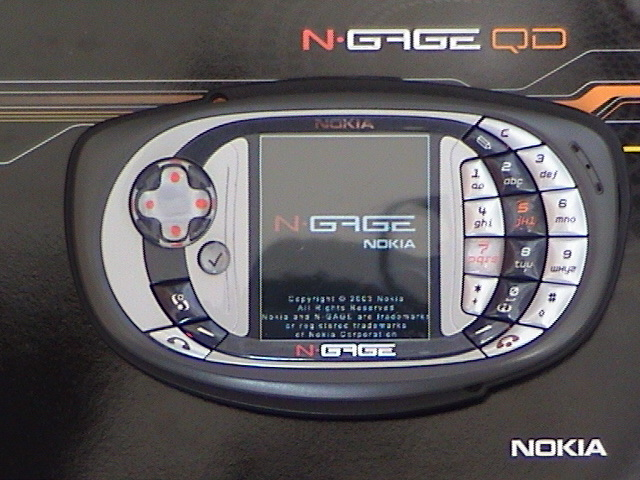
Nokia N-Gage QD (2004—2005)
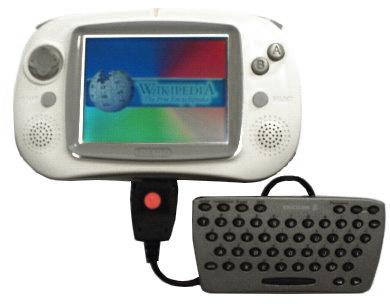
GP32 (2001—2005)
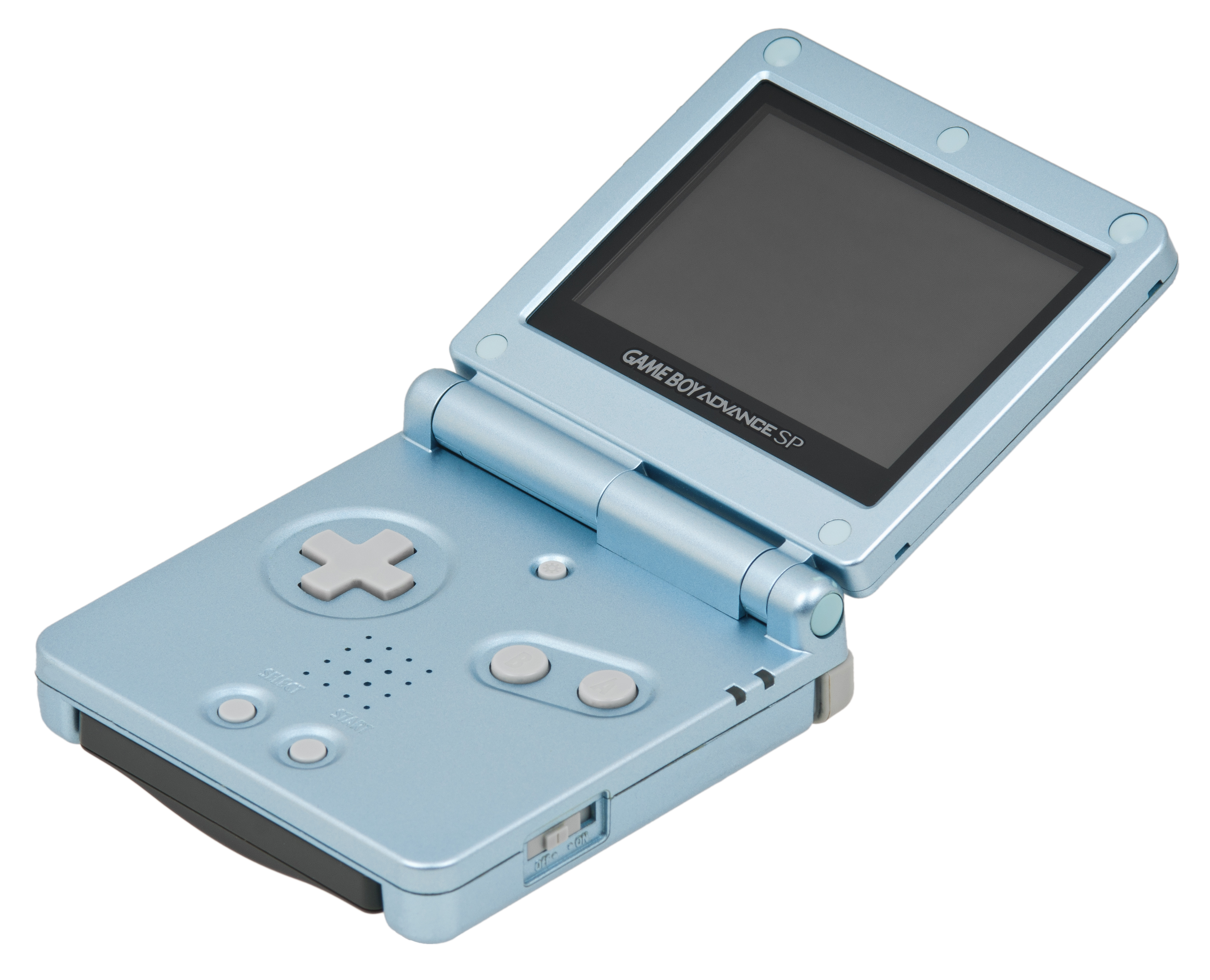
Game Boy Micro (2005—2007)
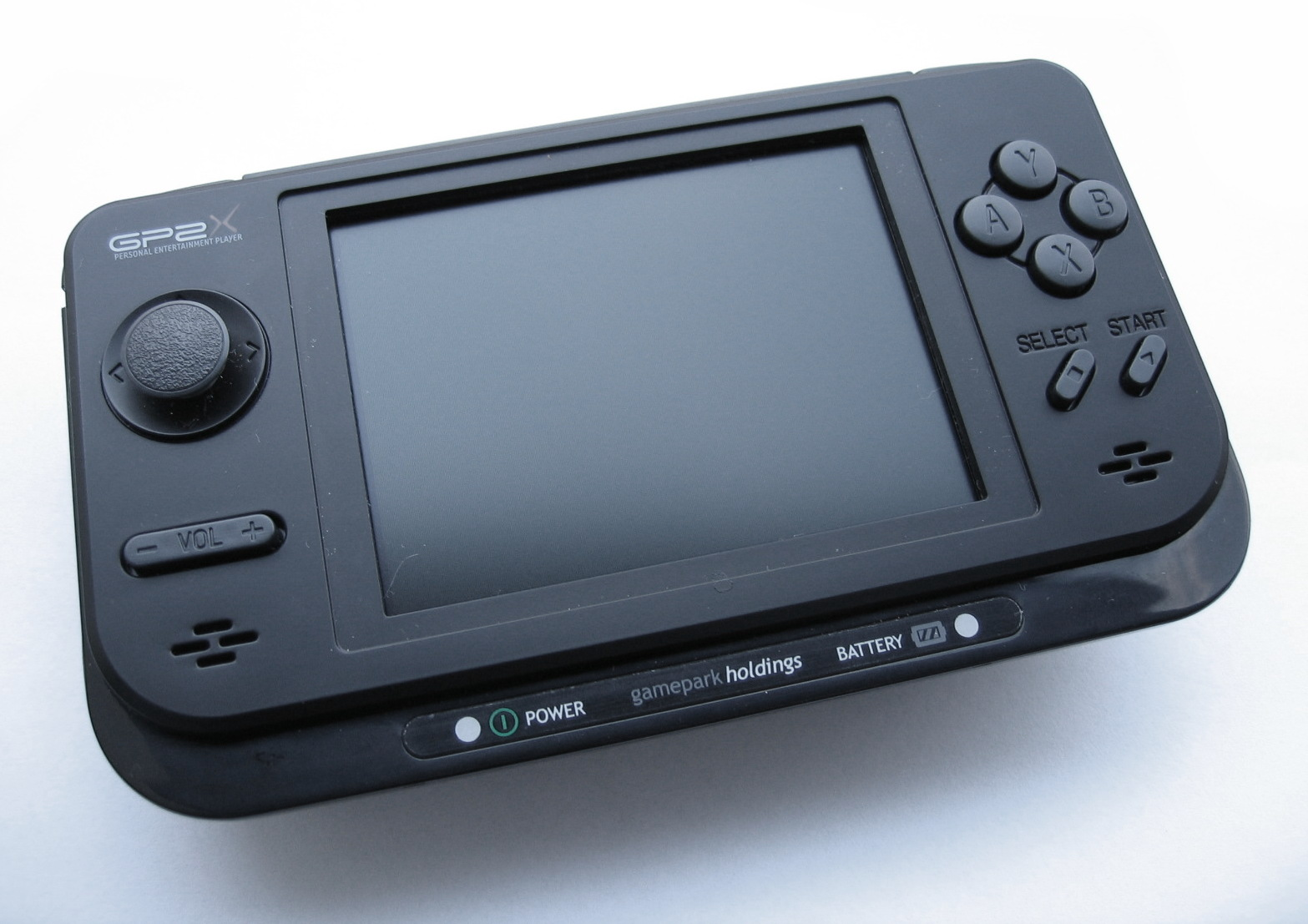
GP2X (2006—)

- Game Boy Advance
(2001—2005)
- Nokia N-Gage
(2003—2005)
- Nokia N-Gage QD
(2004—2005)
- GP32
(2001—2005)
- Game Boy Advance SP
(2003—2007)
- GP2X
(2006—)

## Ігри створені в шостому поколінні
- 18 Wheeler: American Pro Trucker
- 187 Ride or Die
- 24: The Game
- 4X4 Evolution
- Bully

Серія Burnout
- Carrier

Серія Crazy Taxi
- God of War
- Godfather, The
- Gun Showdown
- Just Cause
- Mafia
- Manhunt
- Max Payne

Серія Midnight Club
- Monster Jam

Серія Pirates of the Caribbean
- Polar Express

Серія Prince of Persia
- Scarface
- Stuntman

Серія True Crime